# Силва, Веллингтон
Ве́ллингтон А́лвес да Си́лва (порт.-браз. Wellington Alves da Silva; 6 января 1993, Рио-де-Жанейро) — бразильский футболист, нападающий японского клуба «Гамба Осака».

## Биография
Веллингтон Силва — воспитанник «Флуминенсе». Получил возможность проявить себя после ухода из команды Майкона.
В декабре 2010 года за 3,5 млн фунтов перешёл в лондонский «Арсенал», но уже через месяц, 12 января 2011 года, перешёл на правах аренды до конца сезона в «Леванте». За пять лет так и не сыграл ни одного матча за основной состав «Арсенала», постоянно играя за другие клубы в аренде — Силва выступал за «Алькояно», «Понферрадину», «Реал Мурсию», «Альмерию» и «Болтон Уондерерс».
18 июля 2016 года вернулся во «Флуминенсе».

## Титулы и достижения
- Чемпион штата Рио-де-Жанейро (1): 2010
- Финалист Кубка Бразилии (1): 2019